# Corno alpino
Il corno alpino (conosciuto anche come corno delle Alpi o corno svizzero; in tedesco alphorn o alpenhorn; in francese cor des alpes) è uno strumento aerofono di origine antichissima. Fa parte della famiglia dei labiofoni e consiste in un corno naturale di legno dalla sezione conica, con un'imboccatura di legno a forma di coppa, usato dagli abitanti delle Alpi, ed in particolare in Svizzera. Corni di legno simili erano usati per comunicare in molte regioni montuose dell'Europa, dalle Alpi Francesi ai Carpazi, passando dalle Alpi Italiane. 

## Storia
A lungo gli studiosi hanno creduto che il corno alpino fosse derivato dalla buccina (detta anche lituus) di origine Etrusco-Romana a causa di alcune somiglianze nella forma, e anche dal momento che la parola liti indica il corno alpino nel dialetto di Obwalden. Non ci sono prove documentate a supporto di questa teoria, comunque, e la parola liti, probabilmente presa in prestito dal latino tra il XVI e XVIII secolo, indica vari strumenti a fiato, come il corno, il cromorno, o la cornetta.
Il naturalista svizzero Conrad Gessner ha usato il termine lituum alpinum per la prima descrizione dettagliata del corno delle alpi nel suo De raris et admirandis herbis nel 1555. Il più antico documento conosciuto ad utilizzare il termine tedesco Alphorn è una pagina di un registro contabile del 1527 dell'antica abbazia dell'ordine cistercense di Sant'Urbano presso Pfaffnau che menziona il pagamento di due Batzen per un suonatore itinerante di corno delle Alpi proveniente da Valais. In effetti una rappresentazione del corno alpino è documentata tra le statue del Duomo di Milano realizzata da Solari nel 1505 e posta all'esterno sul retro a sinistra dell'abside. Lo scultore rappresenta un cacciatore con un lungo corno conico e ricurvo tenuto insieme da anelli a distanze regolari. Lo stesso corno è dipinto su un grande affresco che rappresenta la vita di San Glisente nella chiesa di San Lorenzo a Berzo Inferiore in Valcamonica databile 1450 circa. Viene portato a spalla da un pastore che la leggenda in Valtrompia vuole essere lo stesso San Glisente da giovane.
Raccolte dal XVII al XIX secolo di miti e legende alpine suggeriscono che strumenti simili al corno delle Alpi erano usati di frequente come strumenti di segnalazione tra le comunità dei vari villaggi sin dai tempi medievali se non prima, compensando spesso l'assenza delle campane delle chiese. Alcuni reperti, datati attorno al 1400 d.C., comprendono labiofoni di legno di forma allungata, come corni delle Alpi, assieme a versioni a spirale, come il"Büchel" e l' "Allgäuisches Waldhorn" o anche l' "Ackerhorn". 
Le origini esatte del corno delle Alpi rimangono comunque incerte, e l'ampia diffusione di strumenti a forma di corno usati per segnalazioni nelle valli di tutta l'Europa potrebbero indicate una lunga storia di influenze incrociate circa la loro costruzione ed il loro utilizzo. 
L'attuale corno alpino, dall'analisi di testimonianze pittoriche e materiali, risulta essere l'evoluzione di uno strumento pastorale, utilizzato essenzialmente per il richiamo degli animali al pascolo e per la comunicazione di messaggi sonori codificati, ampliato in lunghezza ed estensione durante il XIX secolo, per l'esecuzione di melodie articolate utili all'uso folkloristico. 
Grande importanza per la ricostruzione dell'utilizzo storico di questo genere di corni riveste un dipinto murale interno alla chiesa di San Lorenzo nel comune di Berzo Inferiore in Val Camonica.
Il dipinto testimonia in Val Camonica alla metà del Quattrocento l'uso da parte dei pastori, rappresentati in questo caso dal santo eremita e pastore Glisente, di un grande corno pastorale in legno, formato dalle due metà di un tronco di abete scavato e assemblato con colla e lacci. Il dipinto, opera del peculiare pittore denominato Maestro di Berzo, rappresenta una delle più antiche raffigurazioni europee dell'uso pastorale dei corni naturali in legno; solo un'altra rappresentazione di uno strumento simile a quello di Berzo, datata al 1410 circa, risulta conservata in Germania, opera di Meister der St. Lambrechter Votivtafel. 
Attraverso la comparazione delle dimensioni del corno con quelle della figura del pastore è stato possibile a Andrea Passoni e Walter Biella ricostruire una copia dello strumento comunemente detto Corno di San Glisente. Il corno viene utilizzato ora nelle rievocazioni storiche e nelle manifestazioni culturali dei comuni della Vallegrigna. La riproduzione dell'affresco e del corno sono visibili nel museo civico di Berzo Inferiore, dove è allestita una sala espositiva dedicata ai corni naturali e agli strumenti musicali pastorali. Una copia dello strumento è esposta nel museo etnografico di Balingen in Germania (Hous der volkskunst). Nel giugno 2016 all'interno del secondo Festival Internazionale dei Suoni Pastorali è stata presentata la prima pubblicazione italiana dedicata a Storia, tradizione e costruzione dei corni naturali: "Al Suono del Corno" di Giovanni Mocchi con contributi di Andrea Passoni, Walter Biella, Pietro Castelnovi.  
In data 31 agosto 2024 a Klewenalp (Svizzera) è entrato nel Guinness Word Record per l’ensamble più numeroso, 1006 corni delle alpi hanno suonato all’unisono “Uf the Bànklialp”.  

## Struttura
Strutturalmente è un lungo tubo conico in legno di larice o abete, senza fori né chiavi; gli strumenti moderni possono essere smontati per il trasporto. La tonalità dello strumento dipende dalla sua lunghezza, che può variare dai 2,45 ai 4,13 metri.
Essendo un corno naturale, può emettere un limitato numero di note, ossia i soli armonici. Questo strumento ha un notevole sviluppo di suono, che può essere udito per alcuni chilometri intorno; difatti la sua funzione originaria, fra i pastori, era di segnalazione.

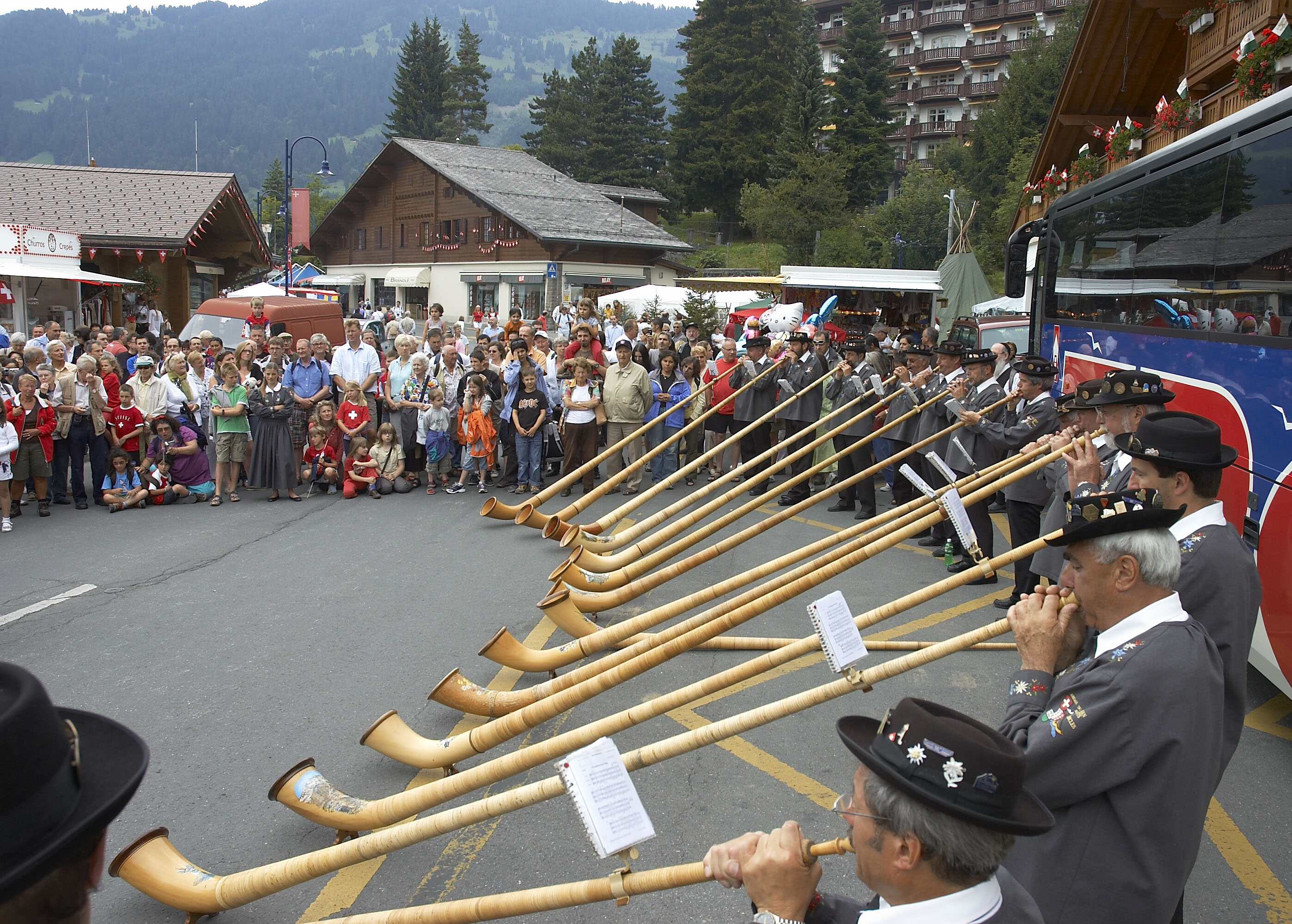
Esibizione di corni alpini alla festa nazionale svizzera (Villars-sur-Ollon)
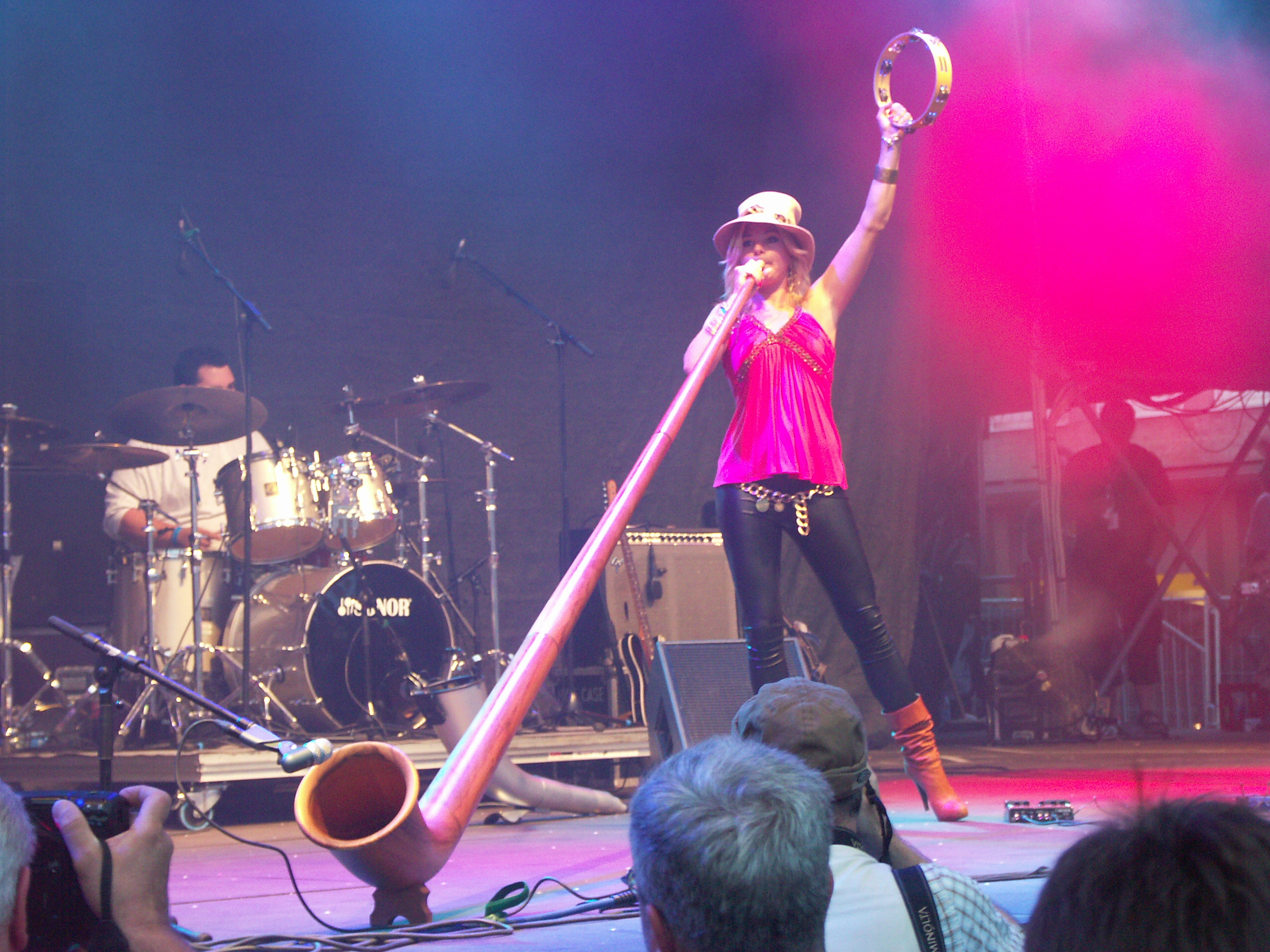
La cantante e cornista svizzera Eliana Burki
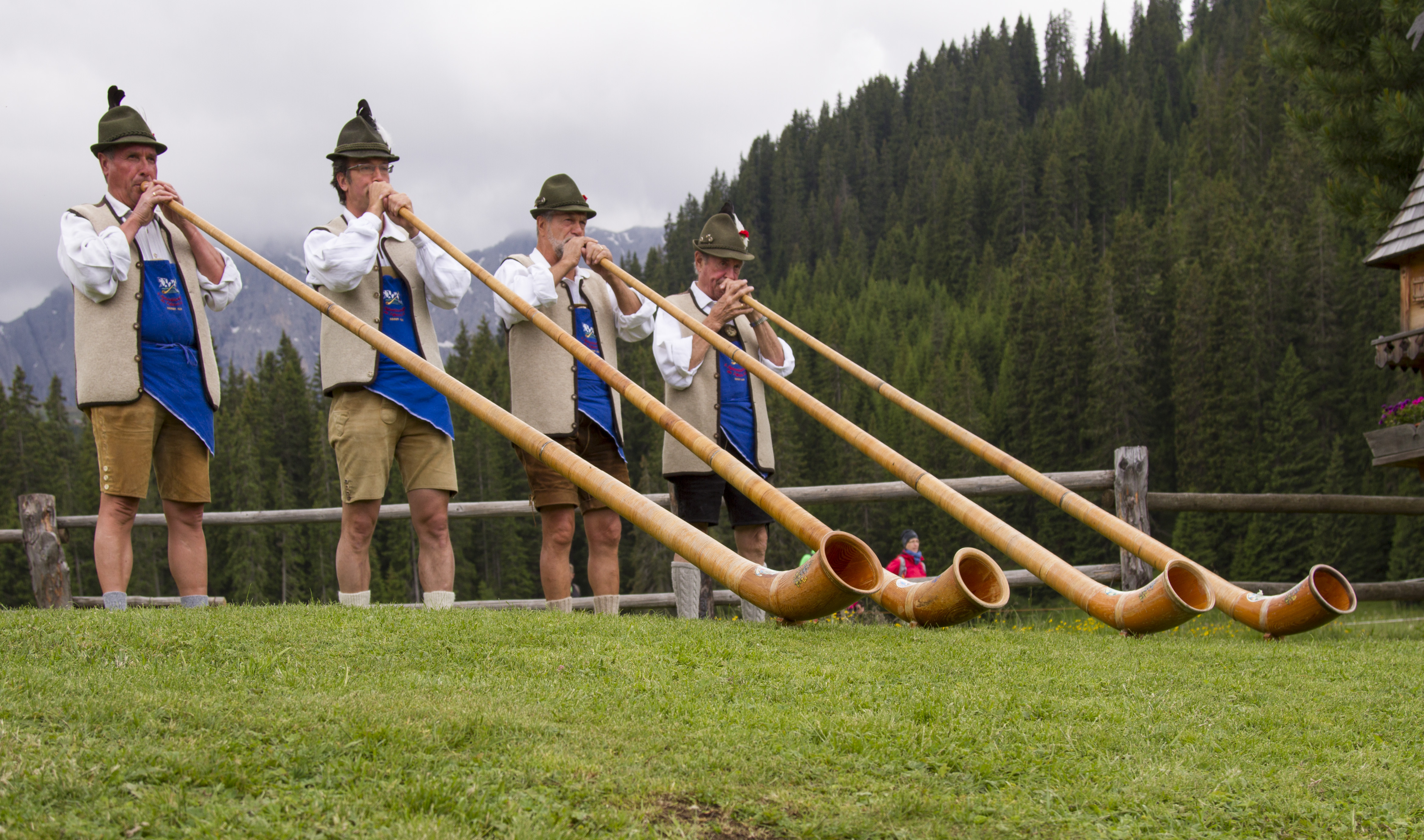
Quartetto di corno alpino nel 2014.